# Foreste decidue dell'Anatolia orientale
Le foreste decidue dell'Anatolia orientale sono un'ecoregione dell'ecozona paleartica, definita dal WWF (codice ecoregione: PA0420), situata interamente in Turchia.

## Territorio
Questa parte della Turchia è nota per essere stato il luogo dove sono state coltivate per la prima volta molte specie di piante selvatiche che sono ormai comuni nelle nostre dispense o sulle nostre tavole da pranzo. Qui crescono più di 30 specie di frumento selvatico, insieme ad orzo, ceci, lenticchie, albicocche, fichi, ciliegie e molti tipi di noci. Qui sono stati inoltre coltivati per la prima volta, a partire da specie selvatiche, anche fiori ornamentali come tulipani, crochi, bucaneve e gigli. Purtroppo, tali pratiche hanno causato una diffusa perdita di habitat, e questa ecoregione necessita di un'adeguata protezione.

## Flora
L'altopiano attraverso cui si sviluppa questa ecoregione ha un'altitudine compresa tra gli 800 e i 1500 m, ma alcune vette montuose si spingono fino a 3400 m. Vaste aree ricoperte da boscaglie decidue, foreste aperte e steppe prive di alberi rappresentano ciò che resta della copertura forestale originaria, in passato molto più continua e fitta. Qui crescono circa 3200 piante vascolari, delle quali almeno 725 endemiche. Nelle foreste predominano gli alberi di quercia, tra cui il cerro e la quercia del Libano, ma procedendo verso est si fa sempre più predominante una vegetazione di tipo steppico. La profumata artemisia è una pianta comune nelle aree più erbose. In primavera, il terreno ondulato è tappezzato da una profusione di fiori colorati, tra cui margherite, crochi, violette e papaveri.

## Fauna
Le montagne dell'Anti-Tauro e gli altopiani attraverso cui si snoda il corso superiore del fiume Eufrate, vale a dire le aree che costituiscono questa regione, ospitano più di 160 specie endemiche. Gran parte di questa straordinaria biodiversità risale all'ultima era glaciale, quando piante e animali provenienti dal nord migrarono a sud, in cerca di climi più caldi. Gli uccelli di questa ecoregione sono spesso presenti qui solamente in un dato periodo dell'anno - la Turchia costituisce una tappa importante lungo le rotte migratorie tra Asia, Europa e Africa. Daini (Dama dama) e mufloni (Ovis musimon), la specie da cui ha avuto origine la pecora domestica, si possono trovare qui entrambi, così come i camosci (Rupicapra rupicapra) dal passo sicuro. Presenti unicamente in prossimità delle falesie rocciose, i camosci sono in grado di spostarsi rapidamente su terreni impervi e scoscesi, loro tecnica di difesa principale contro predatori come lupi (Canis lupus) e linci (Lynx lynx).

## Popolazione
L'ecoregione delle foreste decidue dell'Anatolia orientale si estende su una delle regioni più antiche della civilizzazione agricola, storicamente popolata da numerose comunità stanziali e nomadi. La popolazione attuale è etnicamente eterogenea: qui vivono soprattutto curdi, turchi e minoranze armene, insieme a comunità di armeni sopravvissute alle grandi migrazioni del passato e, in misura minore, circassi e altri gruppi.
Le principali città e centri urbani si concentrano lungo le valli fertili e i corsi d'acqua maggiori (come Erzurum, Elazığ, Malatya e Tunceli), mentre gran parte della popolazione rurale abita piccoli villaggi sparsi sulle colline e sugli altopiani. L'altitudine relativamente elevata e le condizioni climatiche continentali – inverni freddi, estati calde e secche – hanno sempre condizionato la densità insediativa, favorendo una distribuzione poco omogenea della popolazione, con molte aree montane scarsamente abitate e picchi di densità nelle zone agricole più produttive.
Le attività economiche tradizionali includono la coltivazione di cereali, legumi e frutta (specialmente albicocche, famose quelle di Malatya), oltre all'allevamento di ovini e caprini, che resta fondamentale nelle aree di pascolo montano e steppico. La transumanza è stata a lungo una pratica importante tra le comunità locali, e alcune popolazioni nomadi o seminomadi vi fanno ancora ricorso, seppur in misura minore rispetto al passato.
Negli ultimi decenni, fenomeni di urbanizzazione e migrazione interna – spesso dovuti a fattori economici o a tensioni sociali e politiche – hanno portato a un progressivo abbandono delle aree rurali, con conseguente spopolamento di molti villaggi montani. Questo ha da un lato ridotto la pressione antropica su alcuni ambienti naturali, ma dall'altro ha favorito l'abbandono delle pratiche di gestione tradizionale del territorio, contribuendo, in alcuni casi, a processi di degrado ambientale come l'erosione del suolo e la perdita di biodiversità.
Nel complesso, la presenza umana resta un fattore determinante nell'equilibrio tra conservazione delle risorse naturali e sviluppo economico, soprattutto in un'area di grande valore storico, agricolo e naturalistico come l'Anatolia orientale.

## Conservazione

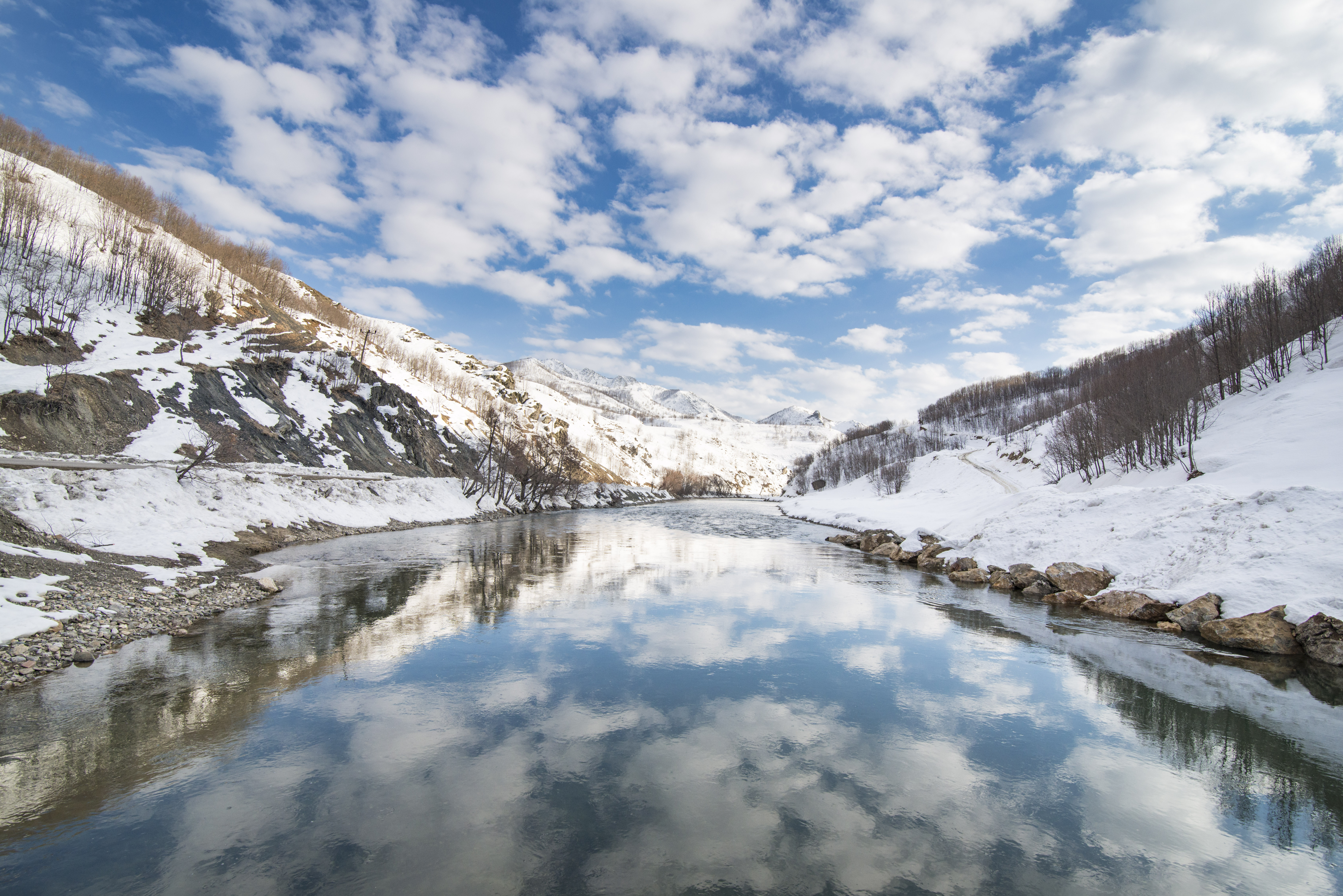
Specchio d'acqua nei mesi invernali situato nella valle del Munzur

Nella valle del Munzur è prevista la costruzione di diverse centrali idroelettriche. L'inondazione che seguirà alla costruzione delle dighe sommergerà aree che ospitano una grande diversità vegetale. Fatta eccezione per il parco nazionale della Valle del Munzur, questa ecoregione non è per lo più protetta dalla distruzione dell'habitat. Inoltre, migliaia di anni di deforestazione ed erosione hanno già danneggiato pesantemente il manto forestale qui presente.